# Glossolepis
Glossolepis é um gênero da família Melanotaeniidae - os peixes arco-íris.
Confira as espécies da lista abaixo
- Glossolepis dorityi Allen, 2001.
- Glossolepis incisus Weber, 1907.
- Glossolepis leggetti Allen e Renyaan, 1998.
- Glossolepis maculosus Allen, 1981.
- Glossolepis multisquamata (Weber e de Beaufort, 1922).
- Glossolepis pseudoincisus Allen e Cross, 1980.
- Glossolepis ramuensis Allen, 1985.
- Glossolepis wanamensis Allen e Kailola, 1979.